# SSLV
SSLV (Small Satellite Launch Vehicle) is een Indiase draagraket van de ISRO bedoeld voor het lanceren van lichte satellieten. De SSLV wordt in staat geacht een nuttige lading van maximaal 500 kilogram in een lage baan om de Aarde te kunnen brengen. De ontwikkeling begon in 2015 en de eerste lancering was in 2022.

## Ontwerp
De viertrapsraket is 34 meter lang, heeft een diameter van twee meter en ongeveer 120.000 kilogram massa. De vrachtkegel heeft dezelfde diameter als de rest van de raket. De eerste drie trappen werken op een vaste brandstof die hydroxyl-terminated polybutadiene wordt genoemd. De eerste trap is 22 meter lang, bevat een S85-motor met 87.000 kilogram brandstof. Deze brandt zo’n 94 seconden bij een stuwkracht van maximaal 2.496 kilonewton. De tweede trap bevat een S7-motor met 7700 kilogram brandstof en brandt gedurende 113,1 seconden en levert een stuwkracht van 234,2 kilonewton. De derde trap heeft een iets smallere diameter van 1,7 meter en is ontworpen rond de S4-motor die 4500 kilogram brandstof bevat en een brandtijd van 106,9 seconden heeft bij een stuwkracht van 160 kilonewton.
De vierde trap genaamd Velocity Trimming Module (VTM) heeft net als de eerste en tweede trap een diameter van twee meter. Deze werkt op 50 kilogram aan vloeibare hypergolische stuwstoffen (methylhydrazine en MON3).
De raket is ontworpen om in vier dagen tijd kaar te zijn voor lancering.

## Debuutvlucht
Tijdens de eerste vlucht op 7 augustus 2022 werkten de eerste drie trappen naar behoren. Tijdens de vierde fase verloor men echter het contact en werd de satelliet in een onjuiste baan geplaatst waardoor deze snel zou terugvallen in de atmosfeer.
Een tweede vlucht op 10 februari 2023 slaagde wel. De derde en laatste testvlucht plaatste op 16 augustus 2024 met succes een de aardobservatiesatelliet EOS-08 in een baan rond de Aarde. Daarmee was de ontwikkeling van de raket afgerond en startte de technologietransfer naar de Indiase industrie voor commercialisatie.